# تشوكيوس
تشوكيوس (بالفرنسية: Chocques)‏ هي بلدية تقع في إقليم باد كاليه من منطقة نور با دو كاليه في شمال فرنسا. تبلغ مساحة هذه المدينة 7.95 (كم²)، وترتفع عن سطح البحر 27 م، يبلغ عدد سكانها 2918 نسمة حسب إحصاء المعهد الوطني للإحصاء والدراسات الاقتصادية سنة 2009 م. وترأس Yvon Massart البلدية خلال فترة (2008-2014).